# Clan Vollaro
Il clan Vollaro è un sodalizio camorristico operante nella zona est dell'hinterland napoletano, più precisamente 
a Portici, zona completamente soggetta al fenomeno dell'estorsione. L'organizzazione è prevalentemente gestita dai membri della famiglia ed è stata definita dalle autorità competenti clan degli accattoni; infatti, per la venalità dei suoi affiliati, le richieste di pizzo vengono rivolte anche a modesti ambulanti che in prevalenza sono cittadini extracomunitari. 
Molti dei 24 figli di Luigi, il defunto capostipite, sono stati condannati per camorra nel corso degli ultimi decenni.
Le nuove generazioni, i nipoti del capoclan, hanno volutamente intrapreso la strada della legalità, disinteressandosi degli affari del clan. Attualmente sembra che il clan non sia più operativo, ormai soppiantato da nuove leve ed ex affiliati, stante anche le lunghe detenzioni dei protagonisti e la loro età avanzata.
Nel maggio del 2020 vengono tratte in arresto 18 persone affiliate ad una neonata costola del clan Vollaro da loro fondata, la quale aveva stabilito dei contatti col clan Mazzarella. Al vertice dell'organizzazione vi erano Pasquale Scafo - già da tempo inquadrato quale esponente del clan Vollaro - e i figli di questo. Gli arrestati avrebbero imposto la loro presenza sul territorio in maniera particolarmente decisa, allo scopo di soggiogare alla propria volontà gli imprenditori taglieggiati. In un caso, un commerciante sarebbe stato prelevato a forza, sequestrato, incappucciato e condotto all'interno di un'abitazione, dove gli sarebbe stata presentata una richiesta estorsiva. Tra il 2014 e il 2019, diversi esponenti del "vecchio clan Vollaro" sono stati vittime di agguati mortali.

## Storia
Fondato da Luigi Vollaro (San Sebastiano al Vesuvio, 18 dicembre 1932 – Milano, 3 dicembre 2015), detto ' o Califfo, per la sua grande fecondità: 27 figli avuti da una decina di relazioni. Il clan ha combattuto due guerre di camorra: la prima, tra il 1977 ed il 1997, fu una guerra intestina scandita da una ventina di omicidi e l'altra negli ultimi mesi del 2001 ed i primi del 2002.
Uno dei primi clan a schierarsi con Carmine Alfieri, ora pentito, nella lotta alla Nuova Camorra Organizzata di Raffaele Cutolo ed è all'interno della Nuova Famiglia che i Vollaro stringono le proprie alleanze.
Il 1º marzo 1982 Luigi Vollaro, alias 'o Califfo, viene arrestato dopo tre anni di latitanza, sospettato dell'omicidio di un suo affiliato, il ventiquattrenne Giuseppe Mutillo, ucciso nel 1980. Omicidio per il quale Luigi Vollaro riceve la condanna per ergastolo, condanna passata in definitiva. A questa si affiancherà, nel 2003, il secondo ergastolo per l'omicidio di Carlo Lardone, altro gregario dei Vollaro.
Nel 1992 Luigi Vollaro viene sottoposto al regime del carcere duro, uno dei primi boss di camorra per il quale si dispone il 41 bis. Da questo momento la gestione degli affari illeciti passa ai suoi figli Pietro, Giuseppe e Raffaele. Antonio Vollaro (altro figlio del Califfo), che è sempre stato estraneo agli affari di famiglia, è stato ingiustamente detenuto per anni per un omicidio commesso dal fratello Ciro, ora collaboratore di giustizia, che con le sue confessioni ha contribuito a dare un duro colpo alla famiglia.
Cinque figli del "Califfo" furono arrestati il 10 giugno 2009, incluso il reggente del clan, Antonio Vollaro. L'inchiesta che ha portato agli arresti ha mostrato che quasi l'intera città di Portici ha pagato denaro per l'estorsione (il pizzo) al clan, dai negozi del centro agli ambulanti. I negozi più ricchi del centro città dovevano pagare tra i 500 e i 2.000 euro al mese, mentre i venditori ambulanti dovevano pagare 30-40 euro a settimana. A Natale e Pasqua gli extra delle festività natalizie dovevano essere pagati.
Il clan rimane attivo, nonostante l'indebolimento rispetto agli anni in cui era dominante nel sud-est di Napoli, e in particolare a Portici, la roccaforte originale del clan.
Il 23 dicembre 2019, dopo l'assassinio di Ciro D'Anna, 38 anni, affiliato del clan, è emersa la notizia che il clan Vollaro sarebbe in guerra con il clan Mazzarella, a causa degli interessi di quest'ultimo nell'espandere i loro territori nella zona di influenza dei Vollaro, ovvero Portici.

## Famiglia Vollaro
- Luigi Vollaro (San Sebastiano al Vesuvio, 18 dicembre 1932 – Milano, 3 dicembre 2015), alias o' Califfo, fondatore del clan Vollaro, latitante dal 1979 e arrestato il 1º marzo 1982, dal luglio 1992 era sottoposto al 41 bis.
- Giuseppe Vollaro (... - 5 gennaio 1982), fratello di Luigi Vollaro, all'epoca era un esponente della Nuova Famiglia[4].
- Antonio Vollaro (22 maggio 1940 – 3 luglio 2010), alias zi' Tonino, fratello di Luigi Vollaro e capo del clan assieme al fratello, fu arrestato negli anni '80, nel 1990 e infine nel 2004.
- Raffaele Vollaro (Portici, 26 novembre 1957), detto Lello il Grande, a capo del clan a suo tempo, figlio di Luigi Vollaro, arrestato negli anni '80 e nel 2012[5].
- Ivano Verzella (Termoli, 30 settembre 1959), a suo tempo capo dell'ala militare del clan, figlio naturale di Luigi Vollaro, è l'unico figlio del Califfo a non portare il suo cognome, fu arrestato negli anni '80 e nel 2000[6].
- Ciro Vollaro (Portici, 23 dicembre 1959 – 11 settembre 2006), a capo del clan a suo tempo, figlio di Luigi Vollaro, fu arrestato nel 1994, il 27 febbraio 1995 si pentì.
- Pietro Vollaro (Portici, 16 gennaio 1963), è stato reggente del clan, figlio di Luigi Vollaro, arrestato nel 2005 e nel 2015.
- Antonio Vollaro (Portici, 5 luglio 1965), è stato reggente del clan, figlio di Luigi Vollaro.
- Raffaele Vollaro (Portici, 7 luglio 1967), figlio di Antonio Vollaro, arrestato nel 2004 e nel 2016.
- Giuseppe Vollaro (Ercolano, 3 giugno 1968), è stato reggente del clan, figlio di Luigi Vollaro, arrestato nel 1990 e nel 2005.
- Raffaele Vollaro (Napoli, 15 novembre 1969), detto Lello il Piccolo, figlio di Luigi Vollaro, arrestato nel 2009.
- Rosario Vollaro (Portici, 14 ottobre 1970 – 14 settembre 2009), figlio di Luigi Vollaro, arrestato nel 2009.
- Luciano Vollaro (24 ottobre 1971), figlio di Luigi Vollaro, capo del clan assieme ai fratelli, arrestato nel 2013.
- Carlo Vollaro (San Giorgio a Cremano, 3 aprile 1978), è stato reggente del clan, figlio di Antonio Vollaro, arrestato nel 2007, nel 2016 e infine nel 2018.
- Luigi Vollaro (Napoli, 19 luglio 1980), nipote omonimo del boss, fu arrestato nel 2007 ed è figlio di Raffaele Vollaro (26 novembre 1957), attualmente è libero.